# Slovaquie aux Jeux olympiques
La Slovaquie a participé à ses premiers Jeux olympiques en 1994. Auparavant, elle y participait au sein de la Tchécoslovaquie.
Les athlètes slovaques ont remporté 29 médailles aux Jeux olympiques d'été et 8 aux Jeux olympiques d'hiver. Ils ont remporté la plupart de leurs médailles en canoë-kayak.

## Comité International Olympique
Le Comité olympique slovaque a été fondé en 1992 et reconnu en 1993 par le CIO.

## Tableau des médailles

### Par année
| Année | Médaille d'or, Jeux olympiques | Médaille d'argent, Jeux olympiques | Médaille de bronze, Jeux olympiques | Total |
| 1996  | 1                              | 1                                  | 1                                   | 3     |
| 2000  | 1                              | 3                                  | 1                                   | 5     |
| 2004  | 2                              | 2                                  | 2                                   | 6     |
| 2008  | 3                              | 3                                  | 0                                   | 6     |
| 2012  | 0                              | 1                                  | 3                                   | 4     |
| 2016  | 2                              | 2                                  | 0                                   | 4     |
| 2020  | 1                              | 2                                  | 1                                   | 4     |
| 2024  | 0                              | 0                                  | 1                                   | 1     |
| Total | 10                             | 14                                 | 9                                   | 29    |

| Année | Médaille d'or, Jeux olympiques | Médaille d'argent, Jeux olympiques | Médaille de bronze, Jeux olympiques | Total |
| 1994  | 0                              | 0                                  | 0                                   | 0     |
| 1998  | 0                              | 0                                  | 0                                   | 0     |
| 2002  | 0                              | 0                                  | 0                                   | 0     |
| 2006  | 0                              | 1                                  | 0                                   | 1     |
| 2010  | 1                              | 1                                  | 1                                   | 3     |
| 2014  | 1                              | 0                                  | 0                                   | 1     |
| 2018  | 1                              | 2                                  | 0                                   | 3     |
| 2022  | 1                              | 0                                  | 1                                   | 2     |
| Total | 4                              | 4                                  | 2                                   | 8     |

### Par sport
| Place | Sport       | Médaille d'or, Jeux olympiques | Médaille d'argent, Jeux olympiques | Médaille de bronze, Jeux olympiques | Total | Rang |
| 1     | Canoë-Kayak | 8                              | 7                                  | 6                                   | 21    | 10e  |
| 2     | Tir         | 1                              | 2                                  | 3                                   | 6     | 35e  |
| 3     | Athlétisme  | 1                              | 0                                  | 0                                   | 1     | 74e  |
| 4     | Natation    | 0                              | 2                                  | 0                                   | 2     | 47e  |
| 5     | Golf        | 0                              | 1                                  | 0                                   | 1     | 7e   |
| 5     | Judo        | 0                              | 1                                  | 0                                   | 1     | 46e  |
| 5     | Lutte       | 0                              | 1                                  | 0                                   | 1     | 54e  |
| Total | Total       | 10                             | 14                                 | 9                                   | 33    | 57e  |

| Place | Sport            | Médaille d'or, Jeux olympiques | Médaille d'argent, Jeux olympiques | Médaille de bronze, Jeux olympiques | Total | Rang |
| 1     | Biathlon         | 3                              | 3                                  | 1                                   | 7     | 9e   |
| 2     | Ski alpin        | 1                              | 0                                  | 0                                   | 1     | 17e  |
| 3     | Snowboard        | 0                              | 1                                  | 0                                   | 1     | 19e  |
| 4     | Hockey sur glace | 0                              | 0                                  | 1                                   | 1     | 15e  |
| Total | Total            | 4                              | 4                                  | 2                                   | 10    | 29e  |

## Athlètes slovaques

### Records

#### Sportifs les plus titrés
- 3 médailles d'or : :
  - Pavol Hochschorner et Peter Hochschorner (Canoë-kayak)
  - Anastasia Kuzmina (Biathlon)

#### Sportifs les plus médaillés
- Avec un 3e titre olympique et deux médailles d'argent à PyeongChang en 2018, la biathlète Anastazia Kuzmina est la plus décorée des sportifs slovaques
- Le record du nombre de médailles masculines est détenu par le  kayakiste Michal Martikán qui a remporté  cinq médailles.

| Nom                | Sport       | Jeux                     | Médaille d'or, Jeux olympiques | Médaille d'argent, Jeux olympiques | Médaille de bronze, Jeux olympiques | Total |
| Anastazia Kuzmina  | Biathlon    | 2010-2018                | 3                              | 3                                  | 0                                   | 6     |
| Michal Martikán    | Canoë-Kayak | 1996-2000-2004-2008-2012 | 2                              | 2                                  | 1                                   | 5     |
| Pavol Hochschorner | Canoë-Kayak | 2000-2004-2008-2012      | 3                              | 0                                  | 1                                   | 4     |
| Peter Hochschorner | Canoë-Kayak | 2000-2004-2008-2012      | 3                              | 0                                  | 1                                   | 4     |
| Elena Kaliská      | Canoë-Kayak | 2004-2008                | 2                              | 0                                  | 0                                   | 2     |
| Martina Moravcová  | Natation    | 2000                     | 0                              | 2                                  | 0                                   | 2     |
| Jozef Gönci        | Tir         | 1996-2000-2004           | 0                              | 0                                  | 2                                   | 2     |

## Sources
- (en) Cet article est partiellement ou en totalité issu de l’article de Wikipédia en anglais intitulé « Slovakia at the Olympics » (voir la liste des auteurs).